# Els Vilars de Tous
Els Vilars de Tous és un jaciment arqueològic situat al municipi d'Igualada, a l'Anoia. Les seves coordenades geogràfiques són 1º 30' 34'' de longitud O i 41º 35' 54'' de latitud N, trobant-se a més, a 430 m s.n.m, inclòs a l'Inventari del Patrimoni Arqueològic i Paleontològic de Catalunya.

## Descripció
La cronologia del jaciment es va establir a partir de la datació absoluta i les dades obtingudes en l'estudi de les restes materials. Aquestes situen Els Vilars de Tous en una forquilla cronològica d’entre el V mil·lenni cal BC fins a principis del IV mil·lenni cal BC, en un període cronològic anomenat Neolític postcardial. La localització del jaciment presenta una geomorfologia plana, boscosa, humida i pròxima a fonts d'aprovisionament d'aliments i de matèries primeres silícies, així que fan d'ella un excel·lent lloc per a l'establiment de grups humans al llarg de la Història.

## Descobriments
Es tracta d'una estructura d'habitació semi excavada, a l'aire lliure i de forma subelíptica que presenta un grau de complexitat en la seva estructura constructiva fins ara desconeguda en aquesta zona de la Península Ibèrica. La realització d'un ampli estudi interdisciplinari ha permès elaborar unes primeres hipòtesis de treball entorn de la possible utilització d'aquesta estructura durant l'últim quart del V mil·lenni cal BC com un possible lloc de proveïment i elaboració d'útils de sílex.
A l'interior d'aquesta estructura, de 6,5 m² de superfície i perfectament delimitada per un anell gairebé tancat de pedres de grandària petita, es va poder documentar la presència d'una llar de petites dimensions. El diàmetre major de la construcció, que correspon a l'eix nord-est/sud-oest, mesurava 3,2 mentre que l'eix el menor, nord-est/sud-oest, mesurava 2 m. La seqüència estratigràfica documentada permet apreciar la complexitat constructiva de l'estructura, reflectint un alt grau de planificació i d'inversió de treball.

### Carbó
El més significatiu del conjunt, referent a les restes antiecològiques, és la baixa diversitat taxonòmica que presenta, ja que, entre els 337 fragments determinats, tan sols han estat identificats dos tàxons: 226 fragments pertanyen a pi silvestre (Pinus sylvestris-*nigra) i els altres 111 fragments a roure (Quercus subg. quercus), els quals formen part de l'actual paisatge vegetal de la zona on es va trobar aquest jaciment. Les fustes carbonitzades del jaciment d'Els Vilars es van dipositar probablement a causa de processos particulars que van implicar un ús limitat del nombre d'espècies, i que no necessàriament estarien relacionades amb la combustió de fusta per a produir energia calòrica i lumínica per a ús domèstic. Les restes estudiades procedeixen d'un nivell de cendres i carbons que cobria pràcticament tota la superfície de la cabanya sense excedir pràcticament els seus límits. El sòl natural no mostrava indicis de termoalteració, la qual cosa ens indica que cendres i carbons van ser dipositats després d'haver estat cremats en un altre lloc. La hipòtesi més plausible és que els carbons i les cendres van ser dipositats intencionadament, a manera de condicionament previ del lloc d'habitació. Aquest ús puntual del combustible vegetal va implicar l'ús de poques espècies. Les propietats de la cendra com termo-aïllant  o per a evitar el enfangament del sòl per raons de baixa capacitat d'absorció de l'aigua són ben conegudes i per això s'han utilitzat tradicionalment per a la construcció i el pavimentat.

### Ceràmica
El conjunt ceràmic documentat en Els Vilars de Tous es caracteritza pel seu grau de fragmentació i per les petites dimensions dels fragments. No s'ha pogut reconstruir cap forma completa. Són contenidors de formes simples i primàries de grandària petita i mitjana i escassa presència de contenidors de grandària gran. Els fragments presenten, de forma àmpliament majoritària, parets de gruix mitjà, havent-hi un petit grup de parets d'escàs gruix i no havent-hi pràcticament parets gruixudes. És molt probable que en general es tracti de gerres, olles i bols, entre d'altres. És a dir, elements ceràmics vinculats a les activitats quotidianes vinculades amb el manteniment dels individus que van ocupar aquest lloc. Els pocs individus que presenten elements que poden considerar-se decoracions tenen cordons simples de secció triangular sovint disposats just sota la vora dels contenidors. Un dels aspectes més característics que presenta aquest conjunt ceràmic és el tractament de les superfícies que presenten els fragments. Es pot apreciar un clar predomini de les superfícies allisades, seguides, amb una presència molt menor, per les superfícies polides. A part d'aquests tractaments és important remarcar la presència d'un nombre relativament reduït de fragments que presenten la superfície exterior raspallada.

### Indústria lítica
A l'assentament de Els Vilars de Tous l'utillatge lític és un dels elements més representatius del registre arqueològic, així i tot, els nuclis que hem estudiat corresponen sempre a varietats de sílex de mala qualitat. S'han trobat nuclis de reduïdes dimensions obtinguts mitjançant percussió directa amb percussor dur, lascas de reduïda grandària i evidències que en alguna ocasió s'han intentat aconseguir lascas allargades de tendència laminar.
La dinàmica d'explotació sol ser unipolar, alternant o discoide, encara que sovint hi ha un canvi en la ubicació del pla de percussió propiciat per la presència d'accidents, errors, fissures internes. A més, la presència habitual de zones corticals, tant en els nuclis (76,6%) com en els productes (48,4%), ens indiquen que els petits blocs eren transportats fins al propi assentament i tallats sense decorticar. Així mateix, una part important de les peces ha estat alterada tèrmicament (39%), ja que presenten modificacions de la superfície en forma de craquelats, cúpules tèrmiques, llustre tèrmic… La reiterada presència d'aquestes alteracions ens fa pensar que en la majoria dels casos és una alteració no intencionada producte del seu abandó o contacte amb una font calorífica. L'anàlisi dels instruments lítics amb petjades d'ús demostra que es van emprar en un ampli ventall de funcions, però durant un curt període.

### Altres elements materials
A més dels materials lítics tallats i ceràmics, es van localitzar alguns elements d'utillatge polit i elements macrolítics. Les evidencies d'utillatge polit corresponen a un taló, una punta i un fragment medial de dues destrals polides i una aixa. En quant a la indústria macrolítica, es van localitzar les parts passives de dos petits molins de vaivé fets sobre roca calcària, ben conservats.

## Novetats
La gran novetat d'aquest jaciment es fonamenta en el fet que per primera vegada a Catalunya s'ha pogut identificar una estructura d'habitació tipus cabana associada amb algun tipus de ceràmica campaniforme. Les evidències arqueològiques fan pensar als seus excavadors que aquesta cabana es va ocupar molt poc temps, potser dies o setmanes, per un grup humà molt reduït.

## Campanyes d’excavació
- Primavera del 1997: excavació d’urgència.[8]
- 2014: intervenció preventiva a causa del mal estat el jaciment i amb l’objectiu de cobrir les restes amb geotèxtil.[9]